# Яровий Юрій Євгенович
Ярови́й Ю́рій Євге́нович, уроджений Кособрю́хов Ю́рій Євге́нович (рос. Юрий Евгеньевич Яровой; 11 квітня 1932, станція Лазо, Приморський край, СРСР — 7 серпня 1980, Республіка Дагестан, СРСР) — російський журналіст і письменник, автор науково-популярних, пригодницьких і фантастичних творів. Найвідоміший з його романів — «Найвищої категорії складності» — написаний за мотивами загибелі туристичної групи Дятлова.

## Життєпис
Народився 11 квітня 1932 року в родині залізничника на станції Лазо, приналежної до Далекосхідної залізниці. Мав молодшого брата Олега 1936 року народження. 1930-ті роки сім'я Юрія провела в казахстанському місті Актюбінську. Ще навчаючись у старших класах школи, Юрій Кособрюхов закінчив вечірнє відділення курсів молодших геологів і під час літніх канікул підробляв колектором Мугоджарської геологічної експедиції золотодобування. У 1949—1956 роках навчався на енергомашинобудівному факультеті в Ленінградському політехнічному інституті імені М. І. Калініна. По закінченні інституту отримав фах інженера-механіка за спеціальністю «Двигуни внутрішнього згоряння». 1955 року одружився зі студенткою Московського авіаційного інституту Зоєю Олексієвною Яровою і змінив своє прізвище на жінчине.
По завершенні навчання працював на заводах Свердловська. Потім зайнявся громадською роботою, ставши секретарем заводського комітету ВЛКСМ. З цієї посади він перейшов у журналістику, якій присвятив решту свого життя. На журналістському шляху Юрій Яровий поміняв декілька посад: спочатку працював завідувачем відділу газети «На смену!», згодом — відповідальним секретарем газети «Молодёжь Алтая», спеціальним кореспондентом Свердловського комітету по телебаченню і радіомовленню, завідувачем відділу журналу «Уральский следопыт». 1959 року вступив до лав Комуністичної партії. В цьому ж році Юрій Яровий взяв участь в пошуково-рятувальній операції в Свердловській області, метою якої був розшук туристичної групи Дятлова. До команди рятувальників Ярового включили не тільки як журналіста, який мав вести репортаж з місця подій, але й тому, що він захоплювався спортивним туризмом, мав досвід гірських і водних походів горами Алтаю та Уралу. Негативний результат операції (вся група Дятлова загинула, а йому довелося виступити в ролі понятого) своєрідним чином вплинув на життя Юрія Ярового. За мотивами уральської трагедії він написав роман, який став дуже популярним. Після цього успіху Яровий занурився у письменницьку діяльність. Він став членом Спілки письменників СРСР, а з 1979 року обіймав посаду голови правління її Свердловського обласного відділення.
Юрій Яровий був різнобічно обдарованою людиною. Крім любові до журналістики, літератури, природи і мандрів, він зберіг гостру цікавість до техніки і наукових новинок, хоча і не працював за обраним фахом. Різноманітні досягнення радянських вчених стали улюбленою темою його репортажів. У зрілому віці цей інтерес переріс у захоплення науковою фантастикою і суміжними темами, такими як біоенергетика, парапсихологія. Ще однією давньою пристрастю Юрія була геологія. З молодих років він полюбляв працювати з виробним камінням у майстерні свого друга, каменеріза Віктора Саргіна. Там Юрій Яровий власноруч різав і шлифував каміння, виділяв яшму тощо. Сучасники відзначали його надзвичайну працьовитість. Нерідко Юрій Євгенович приходив до редакції журналу «Уральский следопыт» з перев'язаною рукою, оскільки після цілонічного друкування на машинці в нього набрякали пальці. Часто він не розлучався з рукописом навіть у численних поїздках країною.
7 серпня 1980 року Юрій Яровий разом із другою дружиною Світланою Леонідівною Яровою, викладачем кафедри журналістики Уральського університету, та сином Микитою потрапили в автомобільну катастрофу в Дагестані. В цій аварії Микита отримав важку черепно-мозкову травму, а Юрій і Світлана загинули на місці. Їх поховали на кладовищі дагестанської станції Кочубей. На могилі подружжя друзі сім'ї встановили пам'ятник, який виготовили і привезли з Уралу. В машині Ярових знайшли рукопис, який соратники Юрія — С. Мешавкін та Л. Румянцев — доопрацювали і видали вже після смерті автора.

## Творчість
Юрій Яровий був письменником широко тематичного діапазону, який відбивав його особисту різнобічність. Свою першу художню повість «Униз по Волзі-річці» він написав в 1959 році й опублікував в газеті «На смену!», в якій тоді працював. У 1966 році вийшов окремою книгою його роман «Найвищої категорії складності». Цей твір журналіст написав за мотивами трагічної загибелі тургрупи Дятлова, яка збурила громадськість і тривалий час привертала увагу різноманітних дослідників та конспірологів. Отже, роман став черговою спробою пояснити причини масової загибелі людей за нез'ясованих обставин. В ньому письменник вивів загибель своїх героїв-туристів через природну стихію і при цьому вигадав щасливий кінець — керівник невдалої експедиції все ж таки врятувався. Чи то оптимістичний перебіг подій, чи то вдале «тлумачення» їх причини, яке збігалося з офіційною лінією державного керівництва, зробили роман «Найвищої категорії складності» популярним. Цей успіх спонукав Юрія Ярового заглибитися в літературну діяльність. 1970 року вийшло друге видання роману в місті Перм.
1974 року письменник видає «Репортаж з УНЦ», в цьому оповіданні йому вдалося яскраво висвітлити досягнення уральських науковців в різних галузях науки. Ще одним дослідженням історії промисловості стала книга «Тагильский метал» (1979) про історію металургійного виробництва на Уралі від давнини до середини XX століття.
Іншою вдалою письменницькою спробою виявився детективно-пригодницький жанр. Хоча Юрій Яровий власне детективистом не був, однак його гостросюжетна повість «Особливий випадок» при аварійну ситуацію на борту літака і героїчну спробу екіпажу врятувати пасажирів витримала декілька перевидань. Спочатку її надрукували в журналі «Уральский следопыт», потім у збірці «Тропы Уральського следопыта», а згодом в популярному на той час альманасі «Подвиг». Сумарний наклад цього твору (650 тисяч) був дуже значним навіть за мірками Радянського Союзу, де книги видавали масово. Темі судового розслідування присвячена і його книга «Без гніву і пристрасті» (1978), в якій письменник передбачив появу кооперативів і приватного підприємництва, не зважаючи на те, що вона була написана у період застою і жорсткого контролю адміністративної системи.
1973 року побачила світ книга «Запах снігу», в якій письменник розповів про пошуки вчених, які досліджують вплив на людину магнітного поля. Цей твір ознаменував перехід у його творчості від реалізму до наукової фантастики. У 1978 році в щорічнику «Фантастика» надрукували оповідання «Кришталевий дім» — це був перший фантастичний твір Юрія Ярового в класичному розумінні цього слова. Якось працюючи над науковим нарисом для журналу «Уральский следопыт», Юрій Яровий дізнався про розробку красноярських вчених — «штучну планету», що являла собою замкнену самовідновлювальну біосистему. Цей винахід надихнув письменника на написання «Четвертого виміру» — фантастичного твору, в якому він описав голографію, біоенергетику і, навіть, парапсихологію. Разом із повістю «Зелена кров» «Четвертий вимір» склав популярну збірку «Пристрастю твоєю», яка побачила світ вже після смерті автора у 1982 році. Ще одним посмертним виданням стала книга-альбом «Кольорові очі землі» про уральські самоцвіти.
Загалом тільки художній доробок письменника налічує кількадесят оповідань, повістей, романів і документальних нарисів. З його науково-популярних і пригодницьких художніх творів найбільш відомі «Без гніву і пристрасті», «Варькина яма», «Вертольотчики», «Дім на Собачих Ребрах», «Дорожня пригода», «Найвищої категорії складності», «Меж крутих бережків», «Оленячий камінь», «Особливий випадок», «Серце Панкратова». Серед творів науково-фантастичного жанру найбільш популярні «Запах снігу», «Кришталевий дім», «Зелена кров», «Подарувати вам місто?», «Пристрастю твоєю». Два оповідання Юрія Ярового — оповідання «Катаракта» і «Кришталевий дім» — ще за його життя переклали українською мовою.
У 1986 році за повістю «Особливий випадок» на Одеській кіностудії був написаний сценарій і знятий фільм «Розмах крил». Також Юрій Яровий разом зі Станіславом Мешавкіним і Віталієм Бугровим був одним із натхненників Всеросійського фестивалю фантастики «Аеліта», зокрема, приз цієї літературної премії виконаний саме за ескізом Ярового.

### Художні твори
- Яровой Ю. Е. Вниз по Волге-реке // На смену! — 1959;
- Яровой Ю. Е. Дом на Собачьих Рёбрах // Зовут дороги дальние: Рассказы уральских туристов. — Свердловск, 1961. — С. 79—84.(рос.) — оповідання;
- Яровой Ю. Е. Меж крутых бережков // Зовут дороги дальние: Рассказы уральских туристов. — Свердловск, 1961. — С. 299—347.(рос.) — оповідання;
- Яровой Ю. Е. Запах снега: Рассказ // Зимой по Уралу: Рассказы и очерки туристов. — Свердловск, 1965. — С. 134—150.(рос.) — повість;
- Яровой Ю. Е. Вертолётчики // Урал. — 1965. — № 10. — С. 83—85.(рос.) — оповідання;
- Яровой Ю. Е. Олений камень // Зимой по Уралу: Рассказы и очерки туристов. — Свердловск, 1965. — С. 151—168.(рос.) — оповідання;
- Яровой Ю. Е. Сердце Панкратова // Урал. — 1965. — № 7. — С. 101—112.(рос.) — оповідання;
- Яровой Ю. Е. Высшей категории трудности. — Свердловск: Сред.-Урал. кн. изд-во, 1966. — 172 с.(рос.) — роман (іноді визначають як повість) про трагічний похід туристів горами Уралу;
- Яровой Ю. Е. Варькина яма // Уральский следопыт. — 1967. — № 3. — С. 16—28.(рос.) — оповідання;
- Яровой Ю. Е. Особый случай // Уральский следопыт. — 1974. — № 3. — С. 17—36; № 4. — С. 30—46.(рос.) — повість;
- Яровой Ю. Е. Репортажи из УНЦ. — Свердловск: Сред.-Урал. кн. изд-во, 1974. — 251 с.(рос.) — оповідання про уральських науковців;
- Яровий Ю. Є. Катаракта // Знання та праця, 1976, № 4 — С. 23—26. — оповідання в українському перекладі;
- Яровой Ю. Е. Без гнева и пристрастия // Урал. — 1976. — № 1. — С. 149—186; № 2. — С. 150—186.(рос.);
- Яровой Ю. Е. Дорожное происшествие // Урал. — 1977. — № 7. — С. 161—182; № 8. — С. 164—188; № 9. — С. 170—186.(рос.) — повість;
- Яровий Ю. Є. Кришталевий дім // Знання та праця, 1978, № 11 — С. 22—26. — український переклад;
- Яровой Ю. Е. Подарить вам город? // Фантастика. — М.: Молодая гвардия, 1979. — С. 222—241.(рос.) — оповідання;
- Яровой Ю. Е. Зелёная кровь // Поиск. — Свердловск: Сред.-Урал. кн. изд-во, 1980. — С. 114—267.(рос.) — повість;
- Яровой Ю. Е. Страстью твоей // Урал. — 1980. — № 9. — С. 8—63. — № 10. — С. 59—90.(рос.) — повість.

### Публіцистичні твори
- Незевай и прочие // Уральский следопыт, 1967, № 6 — С. 54—55.(рос.);
- Алюминий вместо… угля // Уральский следопыт, 1967, № 10 — С. 60—61.(рос.) — про Ключевський завод ферросплавів;
- Бог Огда и КС // Уральский следопыт, 1968, № 9 — С. 50—52.(рос.) — рецензія на книгу Ю. Кандиби «В країні вогняного бога Огди» (1967);
- Предприимчивость // Урал, 1969, № 3 — С. 75—86.(рос.);
- Офорты Виталия Воловича // Уральский следопыт, 1969, № 4 — С. 32—33.(рос.);
- Парадокс волны: Очерк // Урал, 1969, № 11 — С. 134—136.(рос.);
- Биологическое энергополе: Фантастика или действительность? // Урал, 1970, № 5, С. 138—140.(рос.);
- Золотая рыбка, или повесть о нечаянных странствиях // Уральский следопыт, 1970, № 6 — С. 18—28.(рос.);
- Самое простое, самое загадочное // Урал, 1970, № 7 — С. 164—167.(рос.);
- …Вода и камень, лед и пламень не столь различны меж собой…; Взрыв в мыльном пузыре // Урал, 1970, № 9 — С. 103—105.(рос.);
- Шестое чувство?… Есть! // Урал, 1970, № 12 — С. 119—121.(рос.);
- Пожиратели электронов // Урал, 1971, № 1 — С. 175—178.(рос.);
- Увидеть невидимое // Урал, 1971, № 3 — С. 83—85.(рос.);
- Загадки «фундамента цивилизации» // Урал, 1971, № 4 — С. 104—107.(рос.);
- Бессмертие // Урал, 1971, № 5 — С. 100—102.(рос.) — стаття про проблеми довголіття;
- Хроника «Т» // Уральский следопыт, 1971, № 5 — С. 2—4.(рос.);
- Четвертое состояние // Урал, 1971, № 6 — С. 112—114.(рос.) — про використання плазми в господарстві;
- Вакуум…— монолит? // Урал, 1971, № 9 — С. 145—151.(рос.);
- Турмалиновое солнце // Урал, 1971, № 10 — С. 118—130.(рос.);
- Дом космонавтов // Уральский следопыт, 1971, № 12 — С. 16—26.(рос.);
- Мир на твоих ладонях // Урал, 1972, № 1 — С. 149—155.(рос.);
- Размышления над «кривой гениальности» // Урал, 1972, № 3 — С. 134—143.(рос.);
- Верх невероятности // Урал, 1972, № 4 — С. 98—107.(рос.);
- Загадка зеленых животных // Урал, 1972, № 5 — С. 67—72.(рос.);
- Виртовский рояль // Урал, 1972, № 6 — С. 124—137.(рос.);
- Шахты без шахтеров // Урал, 1972, № 11 — С. 71—75.(рос.);
- Кристалл воспоминаний // Уральский следопыт, 1972, № 12 — С. 76.(рос.) — рецензія на книгу В. І. Соболевського «Замечательные минералы» (1971);
- Перемены // Урал, 1973, № 3 — С. 93—113.(рос.);
- Упорным взглядом проникая… // Урал, 1973, № 4 — С. 107—111.(рос.);
- «Цвет царского пурпура…» // Урал, 1973, № 5 — С. 125—128.(рос.);
- Алмаз: Тайны прошлого, загадки будущего // Уральский следопыт, 1973, № 6 — С. 17—20.(рос.);
- Кто? Как? О чем? Или журналисты-неандертальцы? // Урал, 1973, № 8 — С. 144—151.(рос.) — полемічна стаття;
- Единство многогранности // Урал, 1973, № 10 — С. 99—107.(рос.) — стаття про наукове життя Свердловська;
- В стране Каменных Идолов // Знание — сила, 1974, № 3 — С. 8—11.(рос.);
- Второе рождение // Урал, 1974, № 3 — С. 117—131.(рос.);
- Открытие № 122 // Сибирские огни, 1974, № 5 — С.153—164.(рос.);
- Грани памяти // Уральский следопыт, 1974, № 6 — С. 67—70.(рос.);
- Небо Нижнего Тагила // Урал, 1974, № 12 — С. 91—109.(рос.) — нарис про Ніжньотагільський металургійний комбінат;
- Укрощение дыма // Добрый день, природа! — Свердловск, 1974 — С. 27—44.(рос.);
- Первые // Уральский следопыт, 1975, № 4 — С. 38—42.(рос.) — нарис;
- Быть ли второму Качканару? // Урал, 1975, № 11 — С. 89—105.(рос.);
- Странный генерал Глинка // Рифей: Уральский литературно-краеведческий сборник. — Челябинск, 1976 — С. 86—99.(рос.) — стаття про декабристів на Уралі;
- Цена приоритета // Урал, 1977, № 1 — С. 125—138.(рос.) — стаття про роботу конструкторів Уралмаша;
- Атакует автомобиль // Урал, 1977, № 6 — С. 134—143.(рос.) — нарис;
- Экстра-сталь // Уральский следопыт, 1977, № 10 — С. 9—12.(рос.);
- Люди — мифы, или Три истории с тремя вопросительными знаками // Собеседник (Новосибирск), 1977, Вып.3 — С. 219—246.(рос.);
- Хлеб наш насущный… // Каменный пояс: Литературно-художественный и общественно-политический сборник. — Челябинск, 1977 — С. 203—239.(рос.);
- Сотворение легенды // Урал, 1978, № 8 — С. 170—171.(рос.) — про відкриття місто Благодать;
- Грани таланта // Урал, 1979, № 7 — с.156-159.(рос.) — про книгу В. Семенової «Зваблений Уралом» (Свердловськ, 1978);
- Яровой Ю. Е. Тагильский металл. — Свердловск: Сред.-Урал. кн. изд-во, 1979. — 272 с.(рос.) — нарис про Нижньотагільський металургійний комбінат;
- Шаги гиганта // Уральский следопыт, 1980, № 6 — С. 2—7.(рос.) — стаття про Уралмаш;
- Драгоценные обманщики // Рифей. — Челябинск, 1980 — С. 92—157.(рос.) — стаття про історію пошуку, добування і обробітку дорогоцінного каміння на Уралі;
- Самоцветный пояс Урала // Знамя, 1982, Кн. 9 — С. 153—168.(рос.); — нарис;
- Эта странная кора… // Фантастика. — М.: Молодая гвардия, 1982 — С. 340—345.(рос.) — стаття про природну історію Уральських гір;
- Яровой Ю. Е. Цветные глаза Земли. — Челябинск: Юж.-Урал. кн. изд-во, 1984. — 238 с.(рос.) — книга-альбом про уральське мистецтво різьблення по каменю.

## Фільмографія
1986 — гостросюжетний художній фільм «Розмах крил».